# Нова Градишка
Нова Градишка (на хърватски: Nova Gradiška) е град в Североизточна Хърватия, Бродско-посавска жупания. Разположен е в областта на Славония, на 10 km северно от река Сава в т.нар. Посавие. Основан е през 1748 година като аванпост на Военната граница. Населението му е 11 821 души (2011).

## Известни личности
Родени в Нова Градишка
- Адам Мандрович (1839 – 1912), актьор и режисьор

Починали в Нова Градишка
- Тоше Проески (1981 – 2007), македонски певец